# Nyckelharpa
De nyckelharpa betekent letterlijk sleutelharp/toetsharp en is een snaarinstrument uit Zweden dat wordt gebruikt om volksmuziek te spelen, traditioneel in de streek Uppland. Het instrument wordt in het Nederlands ook wel sleutelvedel of sleutelharp genoemd.  

## Beschrijving
De nyckelharpa is verwant met de draailier. Bij beide instrumenten drukt de speler snaren in via toetsen, waardoor de toonhoogte wordt bepaald. De nyckelharpa wordt met een korte strijkstok aangestreken. Dat is het belangrijkste verschil met de draailier, waar de snaren in beweging worden gebracht door een wiel met een zwengel. Zo valt de nyckelharpa samen met de draailier eerder in de categorie 'mechanische instrumenten', al is het strikt genomen een strijkinstrument.

De muzikant bespeelt het instrument in zittende positie, met de harpa dwars op zijn schoot, of staande waarbij het met een riem rond de nek hangt. De boogvoering gebeurt opwaarts. Met de linkerhand bedient de bespeler toetsen, die tangenten in beweging brengen waardoor de snaarlengte wordt verkort.
De geschiedenis van de nyckelharpa gaat terug tot de middeleeuwen. De draailier arriveerde rond de 12e eeuw via Oost-Europa in Zweden. Vanuit de draailier en lokale volksvedels ontstond dan geleidelijk aan de nyckelharpa. Het instrument werd hoofdzakelijk in Zweden gespeeld, maar ook in Denemarken, Duitsland en Oostenrijk. Rond 1900 was de populariteit van het instrument tanende, maar zestig jaar later ontstond een revival.
De nyckelharpa heeft geen vast aantal snaren. Er zijn drie soorten te onderscheiden:
- de melodiesnaren (maximaal 4). Deze worden aangestreken en verkort door middel van de toetsen in de tangentenkast.
- de bourdonsnaren. Deze worden aangestreken maar kunnen vrij, onverkort trillen.
- de resonantie- of sympathiesnaren. Deze worden niet aangestreken maar trillen mee met de andere snaren door overeenkomsten in hun frequentie. De sympathiesnaren lopen van het kielhoutje tot de brug, over het bovenblad en onder de kam. Dit soort snaren vinden we ook terug bij de viola d'amore (barok) en de Noorse Hardangerviool.

Er bestaan vele varianten van de nyckelharpa. Rond 1600 werden resonantiesnaren toegevoegd. Vroegere instrumenten zijn diatonisch, de moderne nyckelharpa is chromatisch. Meersnarige nyckelharpa's hebben meerdere rijen toetsen onder elkaar.
Aanvankelijk werd de nyckelharpa bespeeld om dansen te begeleiden. In de 19e eeuw kwam ze meer en meer voor in de burgerij, waarbij ze samenspeelde met fluiten, violen en het hakkebord. Vanaf de jaren zestig kwamen 'spelmansforbunden' op: een ensemble met één of meer nyckelharpa's en andere volksinstrumenten die ten dans speelden op volksbals. Speciaal gecomponeerde muziek had de harpa tot dan toe nooit gekend.
Heden ten dage gebruiken moderne muzikanten en componisten de nyckelharpa graag om haar warme en unieke klank.

Moderne muzikanten die de nyckelharpa gebruiken, zijn:
Bazar Blå en Väsen (eigen composities met bas en percussie), AnnBjorg Lien (samen met Hardangerviool), Johan Hedin, Hedningarna, Blekinge Spelmansforbund; in Spanje Ana Alcaide; en in België Rudy Velghe (Orion, Huis Der Verborgen Muziekjes, ...), Didier François, Bart De Cock (van Kadril), Eveline d'Hanens, Ann Heynen (Rosas del Alma), Koen Vanmeerbeek en de viking metal band Fejd.

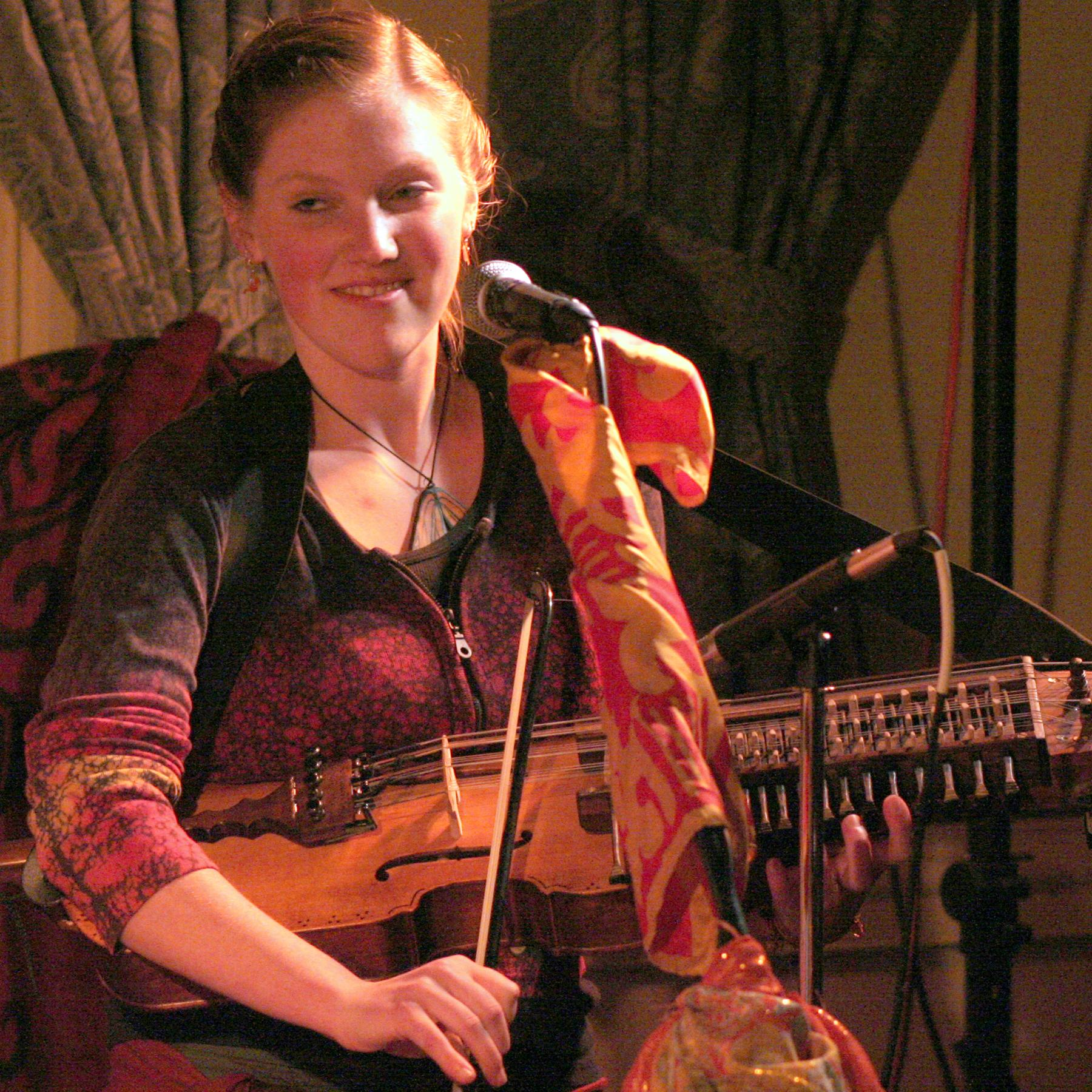
Bronwyn Bird bespeelt de nyckelharpa
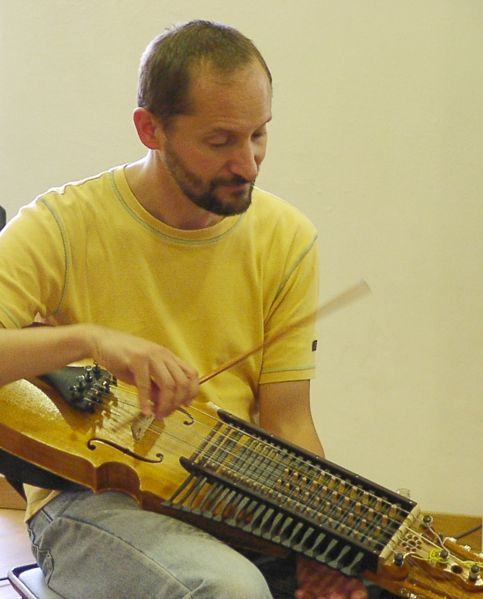
Marco Ambrosini met nyckelharpa, gebouwd door Annette Osann
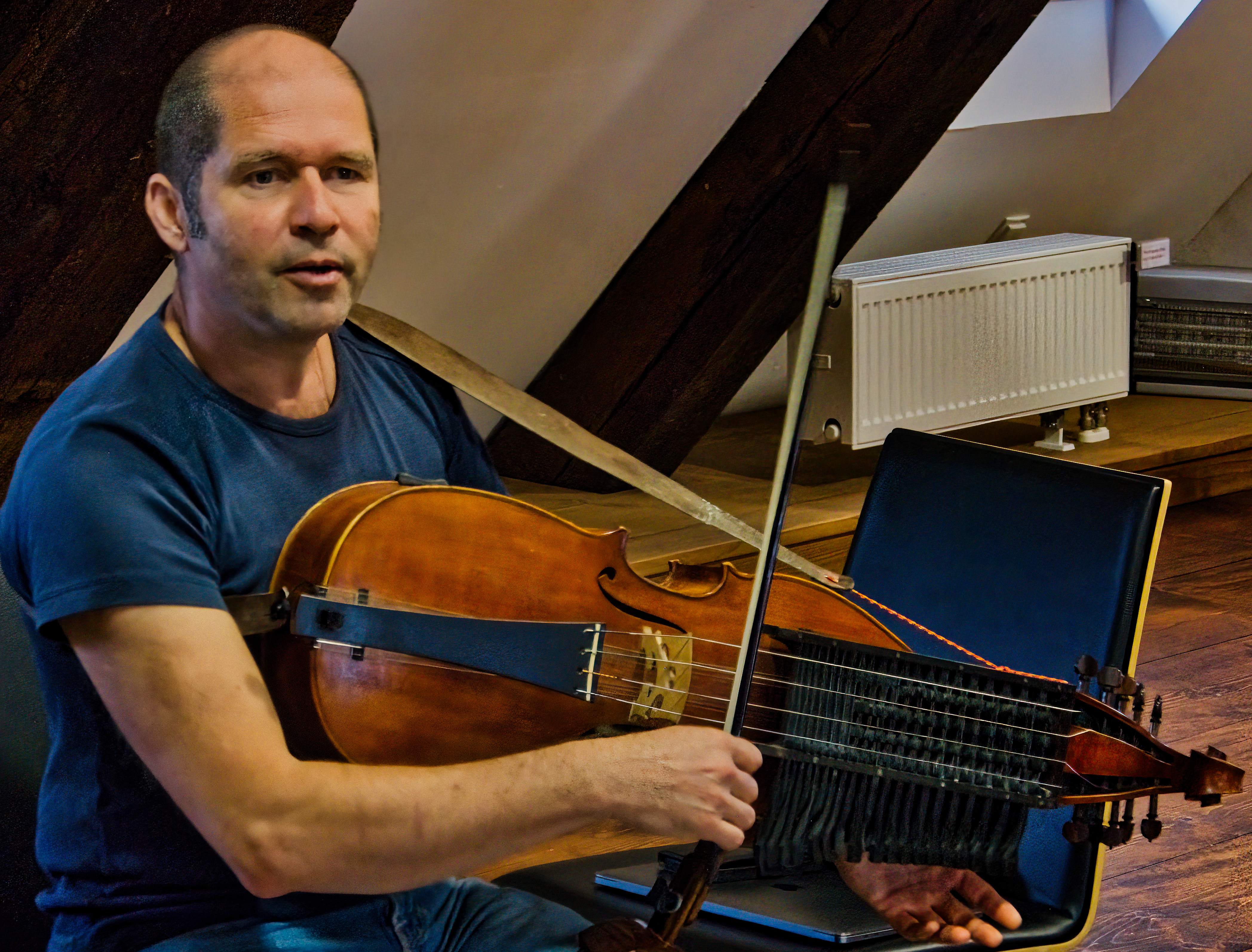
Didier François onderwijst zijn speciale techniek bij de internationale nyckelharpadagen in Burg Fürsteneck, 2023